# Ацис длиннолистный
 Ацис длиннолистный (лат. Acis longifolia) — вид растений рода Ацис (Acis) семейства Амариллисовые (Amaryllidaceae). Ранее включали в род Белоцветник (Leucojum) под названием Белоцветник длиннолистный (лат. Leucojum longifolium).

## Ботаническое описание
Луковичный многолетник. Луковица диаметром 7-10 мм.
Листья узколинейные, 12—25 см длиной и 1—2,5 мм шириной, появляются до цветения.
Соцветие — зонтик из 1—4 белых цветков. Цветоносный стебель без листьев, высотой 15—27 см.
Плод — коробочка.

## Распространение и экология
Цветёт весной. Эндемик Корсики. Встречается на каменистых сухих склонах.